# Potwory kontra Obcy (serial animowany)
Potwory kontra Obcy (ang. Monsters vs. Aliens, 2013-2014) – amerykański serial animowany wyprodukowany przez DreamWorks Animation i Nickelodeon Productions. Serial oparty na filmie z 2009 roku pod tym samym tytułem.
Światowa premiera serialu miała miejsce 23 marca 2013 roku po transmisji z gali Nickelodeon Kids’ Choice Awards 2013, natomiast regularna emisja rozpoczęła się 6 kwietnia 2013 roku na amerykańskim Nickelodeon. W Polsce premiera serialu odbyła się 11 listopada 2013 roku na kanale Nickelodeon Polska.

## Fabuła
Serial opowiada o losach czterech przyjaciół – B.O.B.-a, profesora Karalucha, Brakujące Ogniwo oraz Gigantiki, którzy codziennie stawiają czoła nowym wyzwaniom i muszą walczyć z kosmitami, chcącymi opanować Ziemię.

## Obsada
- Riki Lindhome – Susan Murphy/Gigantika
- Eric Edelstein – B.O.B.
- Chris O’Dowd – dr Karaluch
- Diedrich Bader – Brakujące Ogniwo
- Jeff Bennett – Coverton[5]
- Gillian Jacobs – Sta'abi[6][7]
- Kevin Michael Richardson – generał Warren Monger[8]
- James Patrick Stuart – prezydent Hathaway[9]
- Haley Tju – Sqweep[10]

## Wersja polska
Wersja polska: na zlecenie Nickelodeon Polska – Studio Start International Polska

Reżyseria: Elżbieta Kopocińska

Dialogi polskie: Anna Niedźwiecka

Dźwięk i montaż:
- Janusz Tokarzewski (odc. 1-4, 19-26),
- Sławomir Czwórnóg (odc. 5-18)

Kierownik produkcji: Dorota Nyczek

Nadzór merytoryczny: Katarzyna Dryńska

Wystąpili:
- Anna Mucha – Susan Murphy / Gigantika
- Miłogost Reczek – generał W. R. Monger
- Wojciech Paszkowski – dr Karaluch
- Jarosław Boberek – Brakujące Ogniwo
- Grzegorz Pawlak – B.O.B.
- Paweł Szczesny – Coverton
- Zbigniew Suszyński – prezydent

oraz:
- Grzegorz Kwiecień – żołnierz, obronizator, głos komputera bazy, Ultra Wredny Robot, aeroczołg
- Janusz Wituch – Zed-7 Epsilon Bojowy Pluszak, sprzątacz, Rządzibot, Pip, Niepokonabot
- Elżbieta Kopocińska-Bednarek – głos alarmu samozniszczenia (odc. 4a)
- Justyna Bojczuk – Sqweep
- Mateusz Narloch – Smarty (odc. 10a)
- Joanna Węgrzynowska – Sta’abi
- Cezary Kwieciński – Henry
- Anna Apostolakis – panna Klangpopper (odc. 11b)
- Waldemar Barwiński – Derek (odc. 14a)
- Agnieszka Kunikowska – doktor Cutter (odc. 19a, 24b)
- Tomasz Borkowski – Człowiek-Bestia (odc. 20a)
- Paweł Ciołkosz – Internet (odc. 25a)
- Jarosław Domin – jeden z naukowców, Leprikan

Lektor: Tomasz Knapik

## Spis odcinków
| Premiera odcinka | N/o | Polski tytuł                               | Angielski tytuł                        |
| ---------------- | --- | ------------------------------------------ | -------------------------------------- |
|                  |     |                                            |                                        |
| Seria pierwsza   |     |                                            |                                        |
|                  |     |                                            |                                        |
| 11.11.2013       | 01  | Witamy w Strefie Pięćdziesiąt-coś-tam      | Welcome to Area Fifty-Something        |
|                  |     |                                            |                                        |
| 12.11.2013       | 02  | Groza w pieluchach                         | Danger Wears a Diaper                  |
| 12.11.2013       | 02  | Zabawka nie z tej ziemi                    | The Toy From Another World             |
|                  |     |                                            |                                        |
| 13.11.2013       | 03  | Efekt kąpieli                              | The Bath Effect                        |
| 13.11.2013       | 03  | Owoc wszelkiego zła                        | The Fruit of All Evil                  |
|                  |     |                                            |                                        |
| 14.11.2013       | 04  | Kumpel wroga                               | Frenemy Mine                           |
| 14.11.2013       | 04  | Maksymalny B.O.B.                          | Maximum B.O.B.                         |
|                  |     |                                            |                                        |
| 15.11.2013       | 05  | Szkolna wycieczka                          | It Came… on a Field Trip               |
| 15.11.2013       | 05  | Telewizja edukacyjna                       | Educational Television                 |
|                  |     |                                            |                                        |
| 18.11.2013       | 06  | Dźwignia                                   | Flipped Out                            |
| 19.11.2013       | 06  | Dziura                                     | The Wormhole Has Turned!               |
|                  |     |                                            |                                        |
| 20.11.2013       | 07  | Dwie twarze Doktora Karalucha              | The Two Faces of Dr. Cockroach         |
| 21.11.2013       | 07  | Coś z jednym mózgiem                       | The Thing with One Brain               |
|                  |     |                                            |                                        |
| 22.11.2013       | 08  | Noc żywego psa                             | Night of the Living Dog                |
| 25.11.2013       | 08  | Atak w wieczór filmowy                     | Attack of the Movie Night!             |
|                  |     |                                            |                                        |
| 26.11.2013       | 09  | Pięćdziesięciokilogramowy karaluch         | 98 Pound Cockroach                     |
| 27.11.2013       | 09  | Kiedy przyroda krzyczy                     | When Nature Shrieks                    |
|                  |     |                                            |                                        |
| 28.11.2013       | 10  | Smartfon                                   | Screaming Your Calls                   |
| 29.11.2013       | 10  | Nieskończony czas wolny                    | The Time-Out That Wouldn’t End         |
|                  |     |                                            |                                        |
| 03.12.2013       | 11  | Poza kontrolą                              | It Got Out Of Hand                     |
| 04.12.2013       | 11  | Brzmienie strachu                          | The Sound Of Fear                      |
|                  |     |                                            |                                        |
| 02.12.2013       | 12  | Vornicarn                                  | Vornicarn                              |
|                  |     |                                            |                                        |
| 20.01.2014       | 13  | Przeprosiny                                | The Sorry Syndrome                     |
| 21.01.2014       | 13  | Brzydkie słowo na „Ą”                      | Speak Not the Q Word                   |
|                  |     |                                            |                                        |
| 22.01.2014       | 14  | Reportaż                                   | It Came From Channel 5                 |
| 23.01.2014       | 14  | Zastępca                                   | It Ruled with an Iron Fist             |
|                  |     |                                            |                                        |
| 24.01.2014       | 15  | Wóz marzeń                                 | Driven to Madness                      |
| 25.01.2014       | 15  | Potwór z Loch-zbiornik                     | The Beast From 20,000 Gallons          |
|                  |     |                                            |                                        |
| 28.01.2014       | 16  | Kichający koszmar                          | The Sneezing Horror                    |
| 29.01.2014       | 16  | Między-wymiar                              | Prisoner of the Dark Dimension         |
|                  |     |                                            |                                        |
| 30.01.2014       | 17  | Przepowiadam horror                        | I Predict Horror                       |
| 31.01.2014       | 17  | Załatwić kurczaka                          | Destroy Chickie D!                     |
|                  |     |                                            |                                        |
| 03.02.2014       | 18  | Numer siedem!                              | Number Seven!                          |
| 04.02.2014       | 18  | Fałszywy przyjaciel                        | The Friend Who Wasn’t There            |
|                  |     |                                            |                                        |
| 05.02.2014       | 19  | Tajemnica doktor Cutter                    | The Mystery of Dr. Cutter              |
| 06.02.2014       | 19  | Inwazja zabawki                            | The Partymobile That Invaded Earth     |
|                  |     |                                            |                                        |
| 07.02.2014       | 20  | Klątwa Człowieka-Bestii                    | Curse of the Man-Beast                 |
| 10.02.2014       | 20  | Poziom Z                                   | It Came From Level Z                   |
|                  |     |                                            |                                        |
| 05.05.2014       | 21  | Gigakot                                    | Ginormicat!                            |
| 06.05.2014       | 21  | Mój potwór mistrzem mym                    | My Monster, My Master                  |
|                  |     |                                            |                                        |
| 07.05.2014       | 22  | Zbijany                                    | This Ball Must Be Dodged               |
| 08.05.2014       | 22  | Autorytet                                  | It Spoke With Authority                |
|                  |     |                                            |                                        |
| 09.05.2014       | 23  | Wierzyciel                                 | Debtor Alive!                          |
| 12.05.2014       | 23  | Ten stopień nie przejdzie                  | The Grade that Wouldn’t Pass!          |
|                  |     |                                            |                                        |
| 13.05.2014       | 24  | Bar na księżycu                            | You Can’t Breathe in a Diner in Space! |
| 14.05.2014       | 24  | Mecz                                       | Race to the End…Zone!                  |
|                  |     |                                            |                                        |
| 15.05.2014       | 25  | Narzeczona Interneta                       | Bride of the Internet                  |
| 16.05.2014       | 25  | Niewidzialne zagrożenie (a także milczące) | The Invisible Threat (Also Silent)     |
|                  |     |                                            |                                        |
| 19.05.2014       | 26  | Kiedy kończy się szczęście                 | When Luck Runs Out                     |
| 20.05.2014       | 26  | To, czego lepiej nie widzieć               | That Which Cannot Be Unseen            |
|                  |     |                                            |                                        |